# Perception (NF)
Perception è il terzo album in studio del rapper statunitense NF, pubblicato il 6 ottobre 2017 da Capitol CMG insieme alla nuova etichetta NF Real Music LLC di NF.

| Recensione          | Giudizio |
| ------------------- | -------- |
| AllMusic            | [ 7 ]    |
| CCM Magazine        | [ 8 ]    |
| Jesus Freak Hideout | ·        |

## Tracce
1. Intro III – 4:28
2. Outcast – 5:25
3. 10 Feet Down (featuring Ruelle) – 3:37
4. Green Lights – 3:01
5. Dreams – 3:41
6. Let You Down – 3:32
7. Destiny – 3:59
8. My Life – 3:35
9. You're Special – 5:12
10. If You Want Love – 3:19
11. Remember This – 4:00
12. Know – 3:58
13. Lie – 3:29
14. 3 A.M. – 3:38
15. One Hundred – 3:12
16. Outro – 3:32